# Malmö Spårvägs AB
Malmö Spårvägs AB var ett privatägt spårvägsbolag verksamt under åren 1887-1904 i Malmö. 

Spårvägstrafiken invigdes den 27 augusti 1887 och öppnades dagen därpå för allmänheten. Bolaget leddes av major Carl Magnus Frick och trafiken bedrevs med gula hästspårvagnar. Linjenätet var enkelspårigt med mötesspår. Från Södra Landsvägen (numera del av Södra Förstadsgatan) anlades ett stickspår i nuvarande Carl Gustafs väg fram till vagnhallen med stallar som var belägen i kvarteret Lekatten. År 1900 anlades dock dubbelspår på sträckan Stortorget - Södervärn. Bolaget kommunaliserades den 1 januari 1905, se vidare artikeln Malmö stads spårvägar.

## Linjer

### Hamnen - Södervärn
Den 28 augusti 1887 uppläts trafik för allmänheten på sträckan: HAMNEN (Varmbadhuset; i kvarteret Bylgia) - Hans Michelsensgatan - Östra Kajgatan (nuvarande Skeppsbron) - Norra Vallgatan - Frans Suellsgatan - Stortorget (norra och östra sidorna) - Södergatan - Gustaf Adolfs torg - Södra Tullgatan - Södra Förstadsgatan - Södra Landsvägen - Spårvägsgatan - SÖDERVÄRN (Södervärns järnvägsstation).

### Röd linje
År 1890 skedde en utbyggnad varvid trafiken även uppdelades i två linjer med röd och blå färgbeteckning. Röd linje fick följande sträckning: ÖSTERVÄRN (Värnhem) - Östra Förstadsgatan - Östra Tullgatan - Drottningtorget - Östergatan - Göran Olsgatan - Kyrkogatan - Stortorget (östra sidan) - som förut - SÖDERVÄRN. År 1894 förlängdes linjen ytterligare: ÖSTERVÄRN (Östervärns järnvägsstation) - Fredsgatan (nuvarande Höstgatan) - Lundavägen - Värnhem - som förut - SÖDERVÄRN.

### Blå linje
År 1890 tillkom även en linje med blå färgbeteckning, vilken var en del av den ursprungliga linjen: HAMNEN (Varmbadhuset) - som förut - STORTORGET (norra och östra sidan). År 1892 skedde en omläggning enligt följande: HAMNEN (Varmbadhuset) - Hans Michelsensgatan - Östra Kajgatan (nuvarande Skeppsbron) - Östra Hamngatan (nuvarande Hamngatan) - STORTORGET (norra och östra sidan). År 1897 förlängdes linjen: HAMNEN (Strandpaviljongen) - Ångfärjestationen - Hans Michelsensgatan - som förut - STORTORGET. År 1901 avkortades dock linjen p.g.a. anläggandet av Nyhamnen: HAMNEN (Varmbadhuset) - som förut - STORTORGET.